# Taracköz
Taracköz (ukránul: Тересва) szeliscse Ukrajnában, Kárpátalján, a Técsői járásban.

## Fekvése
Técsőtől keletre, a Tisza és a Tarac összefolyásánál, Nagykirva és Szentmihálykörtvélyes közt fekvő település.

## Története
Taracköz nevét 1336-ban említette először oklevél. 1378-ban Tarazkus, 1389-ben Taraz, 1495-ben Taraczkewz, 1610-ben Taraczköz néven írták.
A  Tisza és a Tarac (Taracz) összefolyásánál fekvő falu a 14. század közepén keletkezett és a Balk nemzetség birtokai közé tartozott, később pedig a szentmihálykörtvélyesi kolostor tulajdona lett, majd egy ideig királyi birtok volt, ezután pedig a Drágffyak kapták meg. 1373-ban Szász vajda fiainak birtoka volt, majd 1419-ben Irholci Tatul kapta meg. A Tatulok kihaltával a Dolhaiaké, majd leányágon a Kornisoké lett.
A 17. században a Budai, Kölcsei, Szécsényi, Sztojka családok osztoztak meg a birtokon. A Rákóczi-szabadságharc alatt elnéptelenedett faluba német telepesek érkeztek.
1910-ben 1614 lakosából 210 magyar, 339 német, 1053 ruszin volt. Ebből 105 római katolikus, 1103 görögkatolikus, 358 izraelita volt. A trianoni békeszerződés előtt Máramaros vármegye Taracvizi járásához tartozott, járási székhelyként.
A település közelében folyt el a Tisza, ami a közeli máramarosi sóbányáknak köszönhetően fontos sószállító út volt. Az itteni lakosok közül is sokan éltek sószállításból, amelyet vagy szekéren szállítottak, vagy tutajokon úsztattak le a Tiszán, de vízi úton szállították a környék ártéri gyümölcsöseiben megtermett szilvát, almát, vagy aszalt gyümölcsöt is a távolabbi vidékek piacaira.

## Közlekedés
A települést érinti a Bátyú–Királyháza–Taracköz–Aknaszlatina-vasútvonal, melyből itt ágazik ki a romániai Szálva–Alsóvisó–Visóvölgy–Máramarossziget-vasútvonal.